# Сталинская премия за выдающиеся изобретения и коренные усовершенствования методов производственной работы (1949)
В 1949 году были названы лауреаты Сталинской премии за выдающиеся изобретения и коренные усовершенствования методов производственной работы за 1948 год в Постановлениях Совета министров СССР «О присуждении Сталинских премий за выдающиеся изобретенияи коренные усовершенствования методов производственной работы за 1948 год» (опубликовано в газете «Правда» 9 апреля 1949 года).

## Первая степень
Сумма вознаграждения — 150 000 рублей.
1. Бардин, Иван Павлович, академик, руководитель работы; Барздайн, Павел Янович, Лебедьков, Александр Алексеевич, Маментьев, Александр Григорьевич, Тунков, Владимир Павлович, инженеры, Ильин, Григорий Маркелович, директор, Марморштейн, Лев Вениаминович, гл. инженер завода «Серп и молот»; Мозговой, Николай Илларионович, нач. лаборатории ЦНИИчермет имени И. П. Бардина, Трубин, Константин Георгиевич, профессор МИС имени И. В. Сталина, — за разработку технологии и внедрение в металлургическую промышленность применения кислорода для интенсификации мартеновского процесса
2. Владимиров, Семён Владимирович, руководитель работы, инженер-конструктор завода, Финогенов, Алексей Прокофьевич, Рачинский, Евгений Константинович, Водопьянов, Евгений Дмитриевич, Марков, Гавриил Петрович, Лещинский, Иван Сидорович, Борисова, Людмила Михайловна, — за создание новых образцов оружия
3. Дегтярёв, Василий Алексеевич (посмертно), бывший гл. конструктор, Александрович, Евгений Константинович, Бугров, Николай Андреевич, Дегтярёв, Владимир Васильевич, Иванов Владимир Николаевич, Иванов, Павел Ефимович, инженеры, — за создание нового образца оружия
4. Калашников, Михаил Тимофеевич, ст. сержант, — за разработку образца вооружения («АК-47»)
5. Климов, Владимир Яковлевич, гл. конструктор, Изотов, Сергей Петрович, Костюк, Николай Гаврилович, зам. гл. конструктора, — за создание двигателя
6. Корешков, Михаил Егорович, директор завода; Зуев, Михаил Илларионович, Нестеров, Тимофей Васильевич, Микельсон, Андрей Мартынович, Култыгин, Василий Семёнович, Виноград, Мария Ипполитовна, инженеры; Блохин, Николай Александрович, нач., Лейкин, Вениамин Ефимович, инженер Главспецстали; Боголюбов, Владимир Александрович, нач. лаборатории ЦНИИ, Приданцев, Михаил Васильевич, д. т. н., Кишкин, Сергей Тимофеевич, профессор ВИАМ, — за разработку технологии производства жаропрочного сплава
7. Мелия, Александр Александрович, нач. КБ МПСМ УССР, — за создание нового по конструкции мощного высокопроизводительного пресса для сухого формирования кирпича и других керамических изделий
8. Симонов, Сергей Гаврилович, гл. конструктор завода, — за изобретение нового образца вооружения

## Вторая степень
Сумма вознаграждения — 100 000 рублей'.
1. Бакулев, Александр Николаевич, д. ч. АМН СССР, — за разработку методов радикальных хирургических операций при лёгочных заболеваниях и внедрение этих методов в лечебную практику
2. Беленький, Нео Гдальевич, д. ч. ВАСХНИЛ, профессор ХТИМП, Арапов, Дмитрий Алексеевич, д. м. н., директор клиники МГИ имени Н. В. Склифосовского, — за разработку и внедрение в лечебную практику нового вида сыворотки
3. Борткевич, Генрих Станиславович, токарь ЛССЗ имени Я. М. Свердлова; Марков, Алексей Никифорович, Угольков, Николай Васильевич, токари завода «Красный Пролетарий»; Быков, Павел Борисович, токарь Московского завода шлифовальных станков, Трутнев, Владимир Никитич, токарь, Симановский, Николай Николаевич, фрезеровщик, Тютин, Константин Алексеевич, токарь, Чебышев, Яков Андреевич, фрезеровщик, Денисов, Роман Егорович, токарь, — за внедрение скоростных методов обработки металлов резанием, обеспечивающих значительное повышение производительности труда
4. Бутома, Борис Евстафьевич, руководитель работ, нач. ГУ МССП СССР, Гусев, Виктор Степанович, Ивочкин, Владимир Фёдорович, Смеркович, Соломон Львович, Цюпак, Владислав Иосифович, Шаповалов, Алексей Григорьевич, инженеры завода, Кунахович, Александр Викторович, Шомин, Николай Михайлович, инженеры ЦКБ, — за коренные усовершенствования постройки кораблей
5. Варунцян, Исай Сергеевич, д. ч. ВАСХНИЛ, Велиев, Искендер Махмуд оглы, ст. н. с. АзНИИЗ, — за выведение новых сортов хлопчатника
6. Васильев, Виктор Григорьевич, руководитель работы, инженер Главгазтоппрома, Высоцкий, Игорь Владимирович, управляющий трестом «Союзгазразведка», Гуревич, Борис Лазаревич, гл. инженер украинского отделения «Главнефтегеофизика», Козлов, Анатолий Львович, гл. геолог «Главнефтегаза», Брод, Игнатий Осипович, профессор МГУ, Дорохов, Виктор Яковлевич, нач. отдела «Сарбургеолтреста», Пантелеев, Фёдор Петрович, геолог треста «Волгодонгазоразведка», — за открытие и разведку газо-нефтяных месторождений
7. Васильчук, Мечислав Семёнович, ст. инженер «Станкопрома», Ильвер, Густав Густавович, гл. инженер, Сахаров, Георгий Николаевич, гл. конструктор МИЗ, — за разработку нового технологического процесса изготовления зуборезного инструмента
8. Вераксо, Георгий Максимович, руководитель работы, гл. конструктор, Кошелев, Михаил Дмитриевич, Кононов, Кесарь Иванович, инженеры ЦКБ; Сидоренко Иван Михайлович, директор, Ремпель, Мария Петровна, инженер завода; Меркулов, Андрей Васильевич, инженер МССП СССР, Папсуев, Николай Николаевич, Авдеев, Владимир Сергеевич, инженер-капитан 2 ранга, Дубовиченко, Владимир Иванович, гл. инженер, Лощинский, Николай Григорьевич, гл. инженер, — за разработку проекта и коренное усовершенствование технологии производства корабля
9. Волков, Михаил Игнатьевич, руководитель работы, Архангельский, Валерий Николаевич, Лившиц, Семён Павлович, Рейтлингер, Сергей Александрович, инженеры ЦАГИ имени Н. Е. Жуковского, Голышев, Георгий Иванович, директор ЦАО, — за разработку конструкции аэрологического прибора
10. Волков, Фёдор Николаевич, инженер-конструктор ВИМ, — за создание самоходной широкозахватной сенокосилки «КС-10»
11. Давидович, Евгений Леонидович, гл. зоотехник, Зубрилин, Борис Алексеевич, ст. зоотехник по коневодству, Чумаков, Михаил Иванович, директор Северокавказского треста конных заводов; Кутыев, Владимир Сергеевич, ст. зоотехник, Мещеряков, Виктор Алексеевич, смотритель табунов, Сильченко, Илья Герасимович, ветеринарный врач конного завода имени С. М. Будённого; Новозонов, Гавриил Георгиевич, ст. зоотехник конного завода 1-й Конной Армии, Животков, Христофор Иванович, ветеринарный врач ЦУ конными заводами, — за выведение новых пород верховой лошади «Будённовская» и «Терская»
12. Доброжанский, Владимир Леонидович, инженер, Анцелович, Ефим Самуилович, профессор, Блиндерман, Владимир Михайлович, Железов, Фома Фомич, Хазин, Григорий Лейзерович, инженеры, — за разработку новой аппаратуры
13. Елизаров Николай Михайлович, гл. конструктор, Сёмин, Борис Владимирович, зам. гл. конструктора, Рязанов, Павел Васильевич, инженер, Орехов, Серафим Дмитриевич, гл. конструктор, Мельников, Иван Тихонович, инженер, Васклеев, Василий Николаевич, техник, Рябов, Александр Семёнович, нач. лаборатории, — за создание нового образца боеприпасов
14. Кириченко, Фёдор Григорьевич, Гаркавый, Прокофий Фомич, ст. н. с., Родионов, Александр Данилович, директор ВСГИ имени Т. Д. Лысенко, — за размножение и внедрение производство высокоурожайного засухоустойчивого сорта озимой пшеницы «Одесский № 3» и ярового ячменя «Одесский № 9» и «Одесский № 14»
15. Коновалов, Борис Григорьевич, руководитель работы, нач., Аминев, Борис Алексеевич, инженер-геолог, Богданович, Григорий Григорьевич, Вишератин, Семён Алексеевич, Голубев, Сергей Арсентьевич, Шмелёв, Николай Васильевич, геологи Геологоразведочного управления «Воркутуголь»; Белокопытский, Анатолий Васильевич, Волков, Алексей Иванович, Горбунков, Георгий Дормидонтович, Мудров, Пётр Максимович, горные инженеры Горно-эксплуатационного управления Воркутуголь; Слабченко, Сергей Кириллович, Фейтельсон, Владимир Самойлович, горные инженеры, — за освоение Печорского угольного бассейна
16. Крикунов, Александр Елисеевич, инженер ММП СССР; Панфилов, Владимир Филиппович, директор, Матвеев, Иван Иванович, гл. конструктор завода «Красная вагранка»; Руб, Давид Михайлович, н. с. НИИПМ, Кипоренко, Семён Фёдорович, зам. МПП СССР, Гавриленко, Иван Васильевич, н. с. ВНИИ жиров, Кучеров, Сергей Николаевич, гл. инженер Краснодарского масложиркомбината, — за разработку и внедрение в промышленность маслобойных шнековых прессов непрерывного действия
17. Лебедев Александр Алексеевич, академик, руководитель работы, Самуров, Ливерий Александрович, Симоненко, Фёдор Иванович, н. с. ГОИ, — за разработку новой съёмочной камеры
18. Леонидов, Николай Константинович, Лосев, Бер Менделевич, инженеры Гипромеза; Хохлов, Борис Александрович, Беляев, Борис Иванович, инженеры треста «Главстальконструкция», Мельник, Владимир Иосифович, инженер треста «Стальмонтаж», Сахновский, Михаил Михайлович, инженер Днепропетровского завода «Металлоконструкция», — за разработку и осуществление цельносварной доменной печи
19. Лисицын, Анатолий Андреевич, руководитель работы, Баканов, Константин Николаевич, инженеры Морского НИИ; Ладинский, Юрий Викторович, нач. НИГШИ, — за разработку аппаратуры для кораблей
20. Лихачёв, Иван Алексеевич, директор, Демьянюк, Фома Семёнович, Иванов, Владимир Петрович, Петров, Пётр Гаврилович, Строганов, Константин Васильевич, инженеры Московского автозавода имени И. В. Сталина; Тахтаров, Василий Николаевич, гл. инженер ГАЗ имени В. М. Молотова, — за разработку метода перевода поточного производства на выпуск новой модели автомашины без прекращения выпуска продукции
21. Микоян, Артём Иванович, руководитель работы, Гуревич, Михаил Иосифович, конструкторы, Брунов, Анатолий Григорьевич, Матюк, Николай Захарович, Люшин, Сергей Николаевич, Шварцбург, Эфраим Файтелевич, инженеры, — за создание нового самолётного агрегата
22. Миронов, Сергей Андреевич, руководитель работы, д. т. н., Кузнецов Пётр Васильевич, гл. инженер треста «Магнитстрой», Медведев, Владимир Михайлович, ст. н. с. Дорожного НИИ, Овсянкин, Василий Ильич, гл. инженер Главюгстроя, Семенский, Кирилл Павлович, гл. инженер ЦНИЛЭПС, Совалов, Иона Григорьевич, нач. лаборатории бетонных и железобетонных работ ВНИОМС, Филиппов Николай Григорьевич, гл. инженер Запорожстроя, Чернов, Тихон Петрович, гл. инженер Главцентрстроя, Шишкин, Александр Александрович, Сизов, Василий Николаевич, ст. н. с. ЦНИПС, — за разработку и внедрение в строительство методов производства бетонных, железобетонных и каменных работ в зимних условиях
23. Михайлов, Григорий Георгиевич, зам. гл. конструктора, Евсеев, Алексей Алексеевич, Сетранов, Александр Васильевич, Лисицын, Михаил Алексеевич, Сорокин, Борис Васильевич, Фиттерман, Борис Михайлович, Эйдельман, Иосиф Давыдович, инженеры Московского автозавода имени И. В. Сталина, — за разработку конструкции грузового автомобиля «ЗИС-150»
24. Насонов, Всеволод Николаевич, Тигранов, Иосиф Михайлович, Красильников, Павел Александрович, Лимановский, Григорий Михайлович, гл. инженеры-конструкторы, — за разработку конструкции 32-, 26- и 20-этажных зданий, строящихся в Москве
25. Оглоблин, Георгий Александрович, руководитель работы, Гречишников, Сергей Афанасьевич, Казак, Манфред Антонович, Фрумкин, Борис Соломонович, инженеры завода имени А. А. Жданова; Гусев, Дмитрий Иванович, Декусаев, Борис Степанович, инженеры ЦКБ МССП СССР; Жиляев, Дмитрий Фёдорович, инженер-подполковник, — за разработку конструкции машины для боевых кораблей
26. Осипов, Михаил Васильевич, инженер Всесоюзной государственной конторы «Союзстеклопроект»; Галстян, Арменак Артёмович, директор, Оганесян, Оганес Григорьевич, Сулханов, Минас Богданович, инженеры Ереванского муллитового завода, — за разработку и внедрение в промышленность методов получения электроплавленных огнеупоров
27. Осипов, Александр Иванович, руководитель работ, Куосман, Вильям Вильямович, Мореев, Александр Кириллович, инженеры ЦНИИМиЭЛП; Харламов, Николай Фёдорович, механик, Вороницын, Константин Иванович, руководитель кафедры АЛТИ; Пациора, Павел Павлович, доцент МЛТИ, Кривцов, Николай Назарович, Готчиев, Алексей Павлович, электропильщики, — за разработку и внедрение в лесную промышленность новых типов электропил
28. Ребров, Алексей Сергеевич, руководитель работ, Гречин, Николай Константинович, Никитин, Анатолий Петрович, Рогов, Борис Константинович, инженеры Ковровского экскаваторного заводa, — за разработку и промышленное освоение новой конструкции универсального экскаватора
29. Рубинчик, Хаим Эммануилович, директор, Маркушев, Пётр Павлович, Краснопольский, Леонид Никифорович, Московкин, Виктор Васильевич, Черноверхский, Павел Александрович, Коняхин, Борис Петрович, Гайзер, Ассир Исаакович, Галка, Дмитрий Владимирович, инженеры завода «Красное Сормово» имени А. А. Жданова, — за разработку и внедрение в судостроительную промышленность методов скоростного строительства речных судов
30. Румшевич, Леонид Владимирович, зам. директора Ферганской хлопково-люцерновой опытной станции, — за выведение и внедрение в сельское хозяйство нового скороспелого сорта хлопчатника
31. Рябчиков, Василий Родионович, руководитель работы, зам. МНП СССР, Альтман, Софья Семёновна, ст. н. с. ЦИЛ треста «Нефтемаслозаводы», Добкин, Исаак Ефимович, директор завода, Юдинсон, Раиса Наумовна, н. с. ЦИАТ, Вовченко, Николай Лаврентьевич, нач. объединения «Башнефтезаводы», Осадченко, Иван Романович, директор Уфимского НПЗ, Корсунский, Владимир Борисович, Новокщёнов, Василий Сергеевич, — за разработку нового метода получения химического продукта
32. Самойлов, Константин Александрович, гл. конструктор, Калинков, Михаил Васильевич, инженер, Базилев, Валентин Александрович, Радивилин, Владимир Константинович, техники МЗШС, — за создание высокопроизводительных автоматических станков для поточной заточки и шлифовки деталей с/х машин
33. Смоляков, Алексей Васильевич, руководитель работы, гл. конструктор, Коршунов, Сергей Георгиевич, Кузьмин, Валентин Фёдорович, Кудж, Станислав Иосифович, — за создание нового образца вооружения
34. Сукач, Александр Давыдович, руководитель работы, Арутюнян, Сурен Михайлович, Башков, Александр Ильич, инжененры Донецкого филиала Гипроуглемаша, Горшков, Максим Фёдорович, Крыловский, Николай Александрович, инженеры МУП СССР, Катеринич, Иван Трофимович, директор Горловского МСЗ имени С. М. Кирова, Перов, Илья Васильевич, гл. инженер треста «Чистяковантрацит», Хорин, Владимир Никитич, инженер Гипроуглемаша, — за создание угольного комбайна
35. Торопов, Иван Иванович, гл. конструктор, Абрамович, Борис Семёнович, Кабышев, Владимир Сергеевич, инженеры, — за разработку новых образцов вооружения
36. Цатуров, Аркадий Иванович, руководитель работы, гл. геолог, Лысенков, Михаил Петрович, Тилюпо, Владимир Андреевич, Апряткин, Семён Семёнович, Сайко, Борис Федотович, инженеры объединения «Грознефть», Сухарев, Григорий Михайлович, докторант ИНАН, — за открытие и разведку нефтяного месторождения
37. Шамин, Николай Алексеевич, руководитель работы, Киселёв, Андрей Венедиктович, Куландин, Яков Иванович, инженеры МТМ СССР; Новгородский, Михаил Максимович, Холод, Иван Степанович, Малышко, Василий Наумович, Кишкин, Андрей Степанович, инженеры НКМЗ имени И. В. Сталина; Дорохов, Николай Николаевич, инженер Уралмаша имени Г. К. Орджоникидзе, — за разработку технологии и организацию производства уникальных отливок и поковок
38. Шамраевский, Исаак Михайлович, руководитель работы, гл. инженер, Брауде, Иосиф Ефремович, Давыденко, Илья Данилович, Патыченко, Виктор Сергеевич, Шутов, Всеволод Иванович, инженеры, Казин, Сергей Павлович, директор завода «Красный Котельщик»; Кацинский, Николай Петрович, инженер МТМ СССР, Гремилов, Дмитрий Иванович, инженер ЦКТИ, — за разработку и освоение производства серии мощных котлов высокого давления
39. Шостаковский, Михаил Фёдорович, д. х. н., зав. лабораторией ИОХАН, — за разработку нового способа получения виниловых эфиров
40. Элиашберг, Матвей Герасимович, зам. директора ЦНИИЦиБП, Алексеев Павел Николаевич, зам. нач. ГУ ЦиБП, Кухолашвили, Индико Амросиевич, гл. инженер целлюлозного завода, Райнов, Кирилл Кириллович, нач. отдела Гипрохима МХП СССР, — за разработку и внедрение метода интенсификации сульфитно-целлюлозного производства

## Третья степень
Сумма вознаграждения — 50 000 рублей.
1. Акульшин, Павел Кузьмич, профессор, консультант, Гумеля, Антон Николаевич, Малышев, Виктор Захарович, н. с. ЦНИИС, Фролов, Павел Алексеевич, гл. инженер ЦУ МС СССР, — за усовершенствование телефонно-телеграфной связи
2. Артемьев, Евгений Иванович, гл. конструктор завода, Чудненко, Николай Григорьевич, директор завода, Лев, Ефроим Моисеевич, гл. инженер завода, Вегера, Николай Леонтьевич, инженер-конструктор завода, — за создание семейства дизельмоторов
3. Арутюнянц, Армаис Аркадьевич, руководитель работы, Арзуманов, Сурен Акопович, Киселёв Дмитрий Константинович, Меликов, Михаил Александрович, Наливайко, Яков Иванович, инженеры ЛЭТИ имени В. И. Ульянова (Ленина), — за создание стальных литых деталей для буровых долот
4. Бавыкин, Николай Сергеевич, руководитель работы, Храмцов, Владимир Алексеевич, инженеры завода имени К. Е. Ворошилова, Лямин, Иван Александрович, инженер, — за создание нового образца вооружения
5. Баженов, Клавдий Иванович, руководитель работы, н. с. НИИ, Алексеев, Василий Васильевич, Кузьмин, Виктор Васильевич, н. с. института, Бидинский, Давид Григорьевич, директор завода, Гальперин, Давид Израилевич, гл. инженер завода, Крыжановский, Иван Васильевич, гл. технолог завода, Каллистов, Анатолий Георгиевич, инженер, — за разработку новой технологии химического продукта
6. Балашенко, Виктор Харитонович, нач. КБ, Лычёва, Евдокия Васильевна, ст. инженер-конструктор КБ ЮУЖД, — за изобретение новой землеуборочной машины
7. Батуркин, Сергей Иванович, гл. инженер, Волков, Павел Павлович, нач., Макаров, Василий Яковлевич, ст. инженер-конструктор, Матвеев, Николай Иванович, нач. ПТО, Полковский, Михаил Абрамович, гл. инженер завода Управления благоустройства Мосгорисполкома; Березанцев, Борис Борисович, аспирант АКХ, Васильев Дмитрий Иванович, мастер экспериментального цеха ремонтно-механического завода, — за создание машин для механизированной очистки улиц
8. Барыкин, Фёдор Диомидович, ст. н. с., Алёшин, Владимир Андреевич, Белогорцев, Пётр Григорьевич, н. с. ВНИИЖТ; Гуленко, Николай Николаевич, гл. конструктор, Девьякович, Георгий Моисеевич, Лобанов, Алексей Васильевич, инженеры, Орлов Николай Григорьевич, бывший гл. инженер Управления МПС СССР; Игнатьев, Александр Фёдорович, доцент МИИТ имени Ф. Э. Дзержинского, Платов, Владимир Иванович, нач. Проектного бюро ВНИИЖТ, — за создание машин для комплексной механизации путевых работ на ж/д транспорте
9. Безобразов, Юрий Николаевич, руководитель работы, Орлов Владимир Иванович, Молчанов, Андрей Васильевич, н. с. НИИУиИФ; Стронгин, Григорий Михайлович, нач. лаборатории, Климахин, Аким Михайлович, директор Чернореченского химзавода имени М. И. Калинина; Никифоров, Антон Михайлович, нач. отдела МСХ СССР, — за разработку технологии производства гексахлорана для борьбы с вредителями с/х культур
10. Белов Владимир Николаевич, руководитель работы, профессор, Дильман, Татьяна Куновна, директор, Елисеева, Валентина Николаевна, Осипова, Валентина Петровна, Смольянинова, Елена Константиновна, н. с. ВНИИСНДВ; Намёткин, Сергей Семёнович, академик, директор ИНАН, Родионов, Владимир Михайлович, академик, профессор МХТИ имени Д. И. Менделеева, Шумейко, Александр Клементьевич, зав. лабораторией завода «Ленаромат», Товбин, Исаак Моисеевич, гл. инженер ГУ парфюмерной промышленности, — за разработку и внедрение в производство новых методов синтеза душистых веществ
11. Беляев, Валентин Михайлович, руководитель работы, Григорьев, Виктор Григорьевич, Ишевский, Валентин Евграфович, инженеры завода; Ратнов, Григорий Иродионович, нач. лаборатории НИИ, Егоров, Михаил Спиридонович, н. с., — за создание нового вида самолётного оборудования
12. Беляков, Евгений Куприянович, руководитель работы, Лысов, Николай Егорович, Эллер, Эрхард Иванович, Скакальский, Давид Рубинович, инженеры завода; Хуртин, Мирон Данилович, н. с. НИИ, — за разработку приборов для морского вооружения
13. Бержец, Георгий Николаевич, гл. инженер Управления машиностроения Главгазтоппрома, Головачёв, Леонид Петрович, Насонов, Михаил Леонтьевич, Сирак, Израиль Гершевич, инженеры Очёрского МСЗ, Миттрах, Всеволод Леонидович, нач. отдела Гипронефтемашвосток, — за разработку и внедрение комплексных буровых установок
14. Берлин, Альфред Анисимович, руководитель работ, Амбарцумян, Рубен Сергеевич, Моисеев, Анатолий Аркадьевич, Павлов, Виктор Васильевич, Соболевский, Михаил Викторович, Абель, Фана Хаимовна, инженеры ВИАМ, — за разработку и внедрение в промышленность технологии получения пенопластических масс
15. Богданов, Евгений Сергеевич, руководитель работ, Кузнецов, Николай Петрович, Машевский, Леонид Леонидович, Попиченко, Михаил Никифорович, Скворцов Борис Михайлович, инженеры Уралмашзавода, — за разработку конструкции и освоение производства мощных кранов
16. Борковский, Владимир Евгеньевич, зав. лабораторией, Зинченко, Василий Емельянович, ст. н. с. ВНИИМК, 2-й секретарь Краснодарского крайкома ВКП(б), Подгурская, Екатерина Петровна, ст. н. с. Таджикской государственной селекционной станции, — за выведение сортов клещевины с нераскрывающимися коробочками
17. Бреев, Борис Тимофеевич, нач. лаборатории, Клименко, Иван Гордеевич, зам. директора ЭНИМС, — за создание шлифовальных агрегатов
18. Бурлаков, Борис Иванович, механик теплохода «В. Чкалов», Алферьев, Александр Яковлевич, Кохов, Алексей Филатович, инженеры Управления пароходства канала Москва — Волга; Киселёв Николай Дмитриевич, механик парохода «Мирон Дюканов», Чеботарёв, Владимир Фёдорович, механик парохода «Академик Губкин», — за разработку и внедрение новых методов технической эксплуатации судов
19. Буткевич, Георгий Владимирович, профессор, Бронштейн, Анатолий Маркович, ст. н. с. ВЭТИ имени В. И. Ульянова (Ленина), Грейнер, Леонид Карлович, Коченова, Анна Ивановна, Гурвич, Вениамин Бецалелевич, инженеры завода «Электроаппарат», — за разработку и внедрение новой серии аппаратов распределительных устройств высокого напряжения
20. Войцехович, Борис Викторович, руководитель работы, гл. конструктор, Павлов, Георгий Алексеевич, Андронников, Михаил Григорьевич, Георгенберг, Рудольф Исидорович, Поляк, Николай Юльевич, Хантвергер, Михаил Александрович, Яковлев, Николай Анисимович, инженеры, — за разработку нового типа радиостанции
21. Велихов, Павел Павлович, Гитман, Израиль Борисович, Щипакин, Лев Николаевич, инженеры треста «Стальконструкция», — за разработку новых типов механизмов для монтажа металлических конструкций
22. Галкина, Екатерина Алексеевна, ст. н. с. БИАН, — за разработку нового метода изучения торфяных массивов
23. Гармашев, Александр Фомич, директор, Волков, Василий Васильевич, Лопатин, Александр Владимирович, Поликарпов, Дмитрий Михайлович, Раллев, Пётр Николаевич, инженеры, — за разработку и внедрение в промышленность новой марки высокопрочной свариваемой стали
24. Герасименко, Иван Николаевич, руководитель работы, Коптев, Дмитрий Сергеевич, Суровцева, Евгения Дмитриевна, инженеры Подольского завода имени С. Орджоникидзе, Любавский, Константин Васильевич, профессор ЦНИИТМАШ, — за создание коррозийно-устойчивой нефтеаппаратуры
25. Голгофский, Фёдор Иванович, руководитель работы, гл. конструктор, Полуянов, Андрей Николаевич, Шевяков, Сергей Николаевич, Занятнов, Евгений Алексеевич, Михеев Сергей Викторович, Красношапка, Максим Митрофанович, инженеры, — за разработку малогабаритных электрических машин
26. Голембиовский, Станислав Станиславович, Бобровский, Алексей Аристархович, Евгеньев, Константин Александрович, инженеры, — за создание новых образцов боеприпасов
27. Григорович, Анатолий Фёдорович, инженер Мельничного завода № 1, — за разработку новых конструкций зерносушилок и с/х машин для очистки зерна
28. Грудев, Пётр Иванович, Бабарыкин, Анастас Лукич, Ледков, Вячеслав Георгиевич, Пудиков, Александр Константинович, инженеры завода «Запорожсталь», Сафьян, Матвей Матвеевич, доцент, Чекмарёв, Александр Петрович, профессор ДМетИ имени И. В. Сталина, — за коренное усовершенствование метода холодной прокатки конструкционной листовой стали
29. Грузов, Марк Николаевич, Нейман, Зиновий Борисович, Костин, Константин Фёдорович, Иванов Николай Павлович, инженеры, — за создание серии гидрогенераторов для электрификации сельского хозяйства
30. Гусев, Иван Дмитриевич, зав. Ново-Аннинским районным отделением сельского хозяйства, Сергеев, Павел Никонорович, гл. агроном того же района Сталинградской области, — за широкое внедрение в нём травопольной системы земледелия
31. Дадаян, Сурен Христофорович, руководитель работы, зам. МНП СССР, Абугов, Пинхас Михайлович, гл. механик Главнефтедобычи, Штамбург, Валентин Фёдорович, нач. СКБ МНП СССР, — за разработку конструкции труб, улучшающих технологию бурения и эксплуатацию нефтяных скважин
32. Дегтяренко, Николай Степанович, гл. инженер Главинструмента МССП СССР, Алпатов, Павел Александрович, Либерман, Арон Исаакович, инженеры МИЗ, Карцев, Сергей Петрович, инженер МЗРИ «Фрезер», — за освоение производства трубонарезных, муфтонарезных и муфторасточных патронов
33. Демьянович, Анатолий Николаевич, гл. инженер ЧТЗ, Шахрай, Иван Матвеевич, гл. технолог, Яковлев, Константин Константинович, директор, Архипенко, Иван Иванович, Гриднев, Михаил Иванович, Шадрин, Александр Васильевич, Степанов, Алексей Петрович, Ильяшевич, Валентин Александрович, Горин, Евгений Фёдорович, Холодилин, Игорь Александрович, инженеры Коломенского паровозостроительного завода, — за разработку и освоение поточного метода производства в паровозостроении
34. Диллон, Яков Григорьевич, д. м. н., профессор ММИ МЗ РСФСР, — за разработку и внедрение в практику здравоохранения новых методов лечения
35. Захарченко, Пётр Иванович, руководитель работы, инженер МХП СССР, Фёдоров, Владимир Михайлович, гл. инженер Главшинпрома, Любашевский, Иван Филиппович, Токмаков, Константин Дмитриевич, инженеры ЯШЗ, Стомпелев, Евгений Евгеньевич, инженер, Ус, Виктор Андреевич, инженер МШЗ, Фёдоров, Алексей Николаевич, инженер Резинопроекта, — за разработку и внедрение в промышленность нового типа станков и нового метода сборки автомобильных покрышек
36. Забродкин, Александр Гаврилович, руководитель работы, Демидова, Лидия Александровна, Ефремов, Владимир Семёнович, Лиева, Валентина Юрьевна, Плотникова, Галина Петровна, н. с. НИИФ, — за коренное усоверщенствование производства фанеры
37. Закгейм, Лев Нахманович, руководитель работы, Михайлова, Елена Ивановна, Ращектаев, Иван Николаевич, Годес, Лидия Григорьевна, инженеры НИИ, — за организацию производства высококачественных радиоконденсаторов
38. Зильберглит, Самуил Моисеевич, инженер КБ МПСМ УССР, — за разработку конструкции универсальных камнерезных машин
39. Иванченко, Николай Николаевич, руководитель работы, нач. КБ, Амелькин, Ошер Шлёмович, Богданов, Алексей Константинович, Ковалевский, Евгений Сергеевич, Никитин, Михаил Дмитриевич, Минц, Иосиф Григорьевич, инженеры НИДИ; Рихтер Андрей Александрович, инженер-капитан 1 ранга, — за разработку конструкции и освоение производства лёгких малогабаритных дизелей
40. Игнатьев, Игорь Александрович, руководитель работы, гл. конструктор, Кочурков, Виктор Антонович, Левин, Иосиф Яковлевич, Ярошенко, Виктор Исидорович, Шаровский, Юрий Александрович, инженеры; Калмыков, Валерий Дмитриевич, директор НИИ, — за разработку нового типа радиостанции
41. Изгарышев, Николай Алексеевич, профессор, Кудрявцев, Николай Тихонович, доцент МХТИ имени Д. И. Менделеева, — за исследования электродных процессов и разработку электролитных методов получения порошков металлов
42. Камарьян, Георгий Микиртычевич, руководитель работы, инженер, Каганович, Юрий Аронович, директор, Хрулёв, Михаил Валерьянович, Селезнёв Георгий Васильевич, инженеры, Согомонян, Михаил Серопович, гл. инженер завода, — за разработку конструкции и внедрение в промышленность электролизёра для получения химических продуктов
43. Канавец, Павел Ильич, руководитель работы, Воротовов, Михаил Иванович, Серебряникова, Татьяна Николаевна, н. с. НИИ; Васильев, Александр Тимофеевич, Васильев, Георгий Михайлович, Цыганков, Алексей Степанович, инженеры завода, — за разработку и внедрение в промышленность нового технологического процесса производства химического продукта
44. Керичев, Вячеслав Михайлович, гл. конструктор, Воробьёв Владимир Петрович, Воронин, Михаил Иванович, Краковский, Иван Иванович, Пилярский, Мариан Михайлович, Чепурнов, Сергей Алексеевич, Якимовский, Сергей Николаевич, — за создание новых типов речных судов завода «Красное Сормово» имени А. А. Жданова
45. Ковалёв, Фёдор Иустинович, ст. н. с. ВИМС, Иванов, Святослав Нестерович, ст. н. с. Уральского филиала АН СССР, Петропавловский, Сергей Анатольевич, гл. инженер Уральского Геофизического треста, Субботин, Константин Дмитриевич, инженер ММП СССР, Меркулов Михаил Иванович, гл. инженер треста «Уралцветметразведка», — за открытие и геологическое исследование медно-серного месторождения
46. Кокин, Георгий Михайлович, руководитель работы, гл. конструктор, Обухов, Борис Владимирович, Кане, Моисей Юрьевич, инженеры МАЗ; Ивлиев, Василий Андреевич, Илларионов, Владимир Александрович, Уринсон, Яков Ефимович, Шапиро, Исаак Соломонович, инженеры ЯАЗ; Дмитриев, Виктор Леонидович, инженер Ленинградского карбюраторного завода имени В. В. Куйбышева, Степенский, Наум Борисович, инженер ГВИАТ, — за создание грузового дизельного автомобиля «ЯАЗ-200»
47. Конюхов, Николай Алексеевич, гл. инженер химкомбината, Князев, Пётр Антонович, Мещерякова, Ольга Гавриловна, Реймерс, Николай Николаевич, Чистозвонов, Давид Борисович, инженеры, — за разработку и внедрение в промышленность метода интенсификации процесса синтеза химического продукта
48. Корнин, Семён Владимирович, нач., Юрышев, Алексей Николаевич, гл. инженер строительства газопровода Дашава — Киев, Колмыков, Михаил Александрович, инженер сварочно-монтажного треста, Молчанов, Василий Исаевич, Сердюк, Максим Антонович, мастера по газопрессовой сварке, Патон, Владимир Евгеньевич, ст. н. с. ИЭС АН УССР, Яровенко, Игорь Артамонович, нач. колонны по газопрессовой сварке, — за коренное усовершенствование методов строительства магистральных газопроводов
49. Королёв, Василий Филиппович, руководитель лаборатории, Краснов, Валериан Семёнович, зам. директора ВИМ; Мартюгин, Дмитрий Дмитриевич, доцент МСХА имени К. А. Тимирязева, — за создание трёхтактной доильной машины
50. Костенко, Михаил Полиевктович, ч.-к. АН СССР, Иосифян, Андраник Гевондович, ч.-к. АН Армянской ССР, Моносзон, Наум Абрамович, инженер завода, Сорокер, Теодор Густавович, профессор НИИ, Явлинский, Натан Аронович, нач. лаборатории ВЭИ, Эпштейн, Яков Соломонович, инженер завода, — за разработку конструкции и освоение производства электрических машин
51. Лагунов, Лев Львович, Прозоровская, Муза Константиновна, инженеры Мосрыбкомбината, Березин, Николай Тихонович, гл. технолог, Бодров, Викентий Алексеевич, инженер МРП СССР; Букин, Василий Николаевич, профессор ИБХАН имени А. Н. Баха, Розанова, Валентина Александровна, — за разработку и внедрение в промышленность метода производства витаминных рыбных жиров
52. Лачинов, Серафим Степанович, руководитель работы, н. с. НИИ, Низяев, Вячеслав Михайлович, Рисовер, Рувим Исаакович, Булычёв, Александр Николаевич, Цельм, Николай Карлович, инженеры химкомбината, — за коренное усовершенствование производственного процесса синтеза химического продукта
53. Логинов, Иван Фёдорович, руководитель работы, Крымский, Сергей Степанович, н. с. Сибирского НИИЖ, Догиль, Георгий Платонович, директор, Попов, Сергей Михайлович, зоотехник Рубцовского госплемрассадника овец; Вовченко, Фёдор Яковлевич, зоотехник колхоза «Сибмеринос», Литовченко, Григорий Романович, ст. н. с. ВНИИ животноводства, Васильев Николай Александрович, ст. зоотехник племсовхоза «Рубцовский», — за выведение новой высокопродуктивной тонкорунной породы овец «Сибирский рамбулье»
54. Майкапар, Георгий Ильич, н. с., — за разработку нового метода исследований в области механики
55. Мартюшов, Константин Иванович, руководитель работы, Столяров, Михаил Михайлович, Гайлиш, Евгений Антонович, инженеры НИИ, Каминский, Бецалел Хаймович, — за организацию производства высококачественного радиооборудования
56. Мартыненко, Владимир Поликарпович, руководитель работы, Топчиев, Алексей Васильевич, Лесов, Лев Наумович, Меркулов, Николай Яковлевич, инженеры Гипроуглемаша, Видулин, Анатолий Евдокимович, Начинкин, Василий Васильевич, Поченков, Анатолий Кондратьевич, инженеры шахты «Западная капитальная», Заславков, Дмитрий Иванович, инженер комбината «Ростовуголь», Костюченко, Пётр Александрович, директор завода «Свет шахтёра», Стадниченко, Николай Васильевич, управляющий трестом «Несветайантрацит», — за создание врубово-погрузочных машин ВМП-1 и их внедрение на шахтах Донбасса
57. Мардашев, Сергей Руфович, профессор 1-го ММИ, — за разработку нового метода получения активных препаратов для исследования белков
58. Матвеев, Владимир Афанасьевич, Крон, Всеволод Владимирович, н. с. ГОИ; Кровяков, Владимир Иванович, инженер-майор, — за разработку новой конструкции прибора
59. Матвеев, Николай Константинович, Браславский, Давид Адольфович, Неусыпин, Андрей Михайлович, конструкторы, — за многолетнюю деятельность в области авиационного приборостроения и за создание новых типов авиаприборов
60. Махателашвили, Семён Захарьевич, агроном колхоза имени 26 Бакинских комиссаров Телавского района ГССР, — за размножение и внедрение в производство ветвистой пшеницы
61. Медведь, Татьяна Яковлевна, руководитель работы, ст. н. с. ИОХАН, Амром, Шлём Айзекович, Жичкин, Александр Кириллович, Шевнюк, Василий Терентьевич, инженеры МХП СССР, Дацко, Анатолий Михайлович, инженер завода, Жигач, Алексей Фомич, зав. лабораторией НИИ, Коростов, Евгений Мефодьевич, директор завода, — за коренное усовершенствование производства химического продукта
62. Михаленко, Николай Матвеевич, руководитель работы, Карро-Эст, Борис Фёдорович, Ситников, Георгий Павлович, Хубаев, Георгий Васильевич, инженеры завода имени Н. Г. Козицкого; Метасс, Николай Александрович, инженер МПС СССР, — за разработку конструкции радиостанции
63. Михайлов Виктор Васильевич, зав. лабораторией ЦНИИПС, Бурштейн, Марк Александрович, гл. конструктор Гипроуглемаша, Красниковский, Георгий Владимирович, нач. Технического управления МУП СССР, Тарусин, Пантелей Прокофьевич, инженер комбината «Сталинуголь», — за создание и внедрение в угольную промышленность железобетонных трубчатых стоек
64. Могилевский, Евсей Моисеевич, руководитель работы, нач. отдела, Лотарев, Борис Михайлович, сотрудник НИИИВ, Алёхин, Николай Яковлевич, инженер МЛП СССР, Лаврушин, Фёдор Иванович, Мачихин, Михаил Андреевич, инженеры, — за разработку и внедрение в промышленность метода получения нового искусственного волокна
65. Молчанов, Георгий Васильевич, гл. инженер Гипронефтемаш, — за разработку и внедрение в промышленность автомата для ремонта нефтяных скважин
66. Народицкий, Илья Аронович, руководитель работы, Сорокин, Пётр Павлович, Гефт, Изя Леонтьевич, инженеры, Ласточкин, Николай Семёнович, директор завода имени Н. Г. Козицкого, — за разработку радиотелеграфной станции «Урожай»
67. Настенко, Пётр Николаевич, инженер Киевской с/х опытной станции, Кашинцев, Анатолий Антонович, инженер завода «Рязсельмаш», — за создание картофелепосадочной машины
68. Натрошвили, Арчил Георгиевич, н. с. Грузинского НИИЖ, — за выведение новой породы овец «Грузинская овца»
69. Невельсон, Михаил Ильич, Ушаков, Константин Андреевич, н. с. ЦАГИ имени Н. Е. Жуковского, Комаров, Абрам Маркович, инженер, — за разработку и внедрение в промышленность новых типов центробежных вентиляторов
70. Недашковский, Александр Николаевич, н. с. УНИИАиЛХ, — за разработку конструкции лесопосадочной машины
71. Новиков, Василий Александрович, ст. н. с., Кичигин, Николай Михайлович, н. с. Киевского филиала ВНИИСП; Литвинов, Евгений Васильевич, гл. инженер Пивненковских машиноремонтных мастерских, — за создание и внедрение в производство универсальной погрузочной машины
72. Остославский, Иван Васильевич, профессор, зам. нач. НИИ, Карулин, Виктор Иванович, Миронов, Арсений Дмитриевич, Повицкий, Александр Соломонович, Строев, Николай Сергеевич, Толстых, Игорь Павлович, Уткин, Виктор Васильевич, Эскин, Исаак Ильич, Рутер, Дмитрий Моисеевич, н. с., — за создание нового метода аэродинамических исследований
73. Пестряков, Владимир Борисович, руководитель работы, Кудрявцев Владимир Николаевич, Семёнов, Владимир Антонович, Тимофеев, Александр Андрианович, инженеры завода, — за разработку и промышленное освоение новой радиоаппаратуры
74. Петров Георгий Петрович, нач. лаборатории завода, Грачёв, Андрей Андреевич, инженер стеклозавода имени М. Горького, Зильберштейн, Яков Матвеевич, Лиознянская, Софья Григорьевна, н. с. ВНИИС; Емельянов, Иван Михайлович, бывший директор завода «Автостекло», Бреховских, Серафим Максимович, гл. инженер «Главтехстекло», Казанский, Михаил Сергеевич, доцент ЛТИ имени Ленсовета, — за разработку и освоение производства закалённого стекла «Сталинит»[1]
75. Петров, Григорий Семёнович, директор, Бродский, Гершон Шимонович, Выгодская, Мариама Борисовна, Луковенко, Тамара Михайловна, Пешехонов, Алексей Алексеевич, Трахтер, Александр Савельевич, Файнштейн, Абрам Самойлович, н. с. НИИП, — за разработку и внедрение в промышленность универсального клея пластмасс
76. Плавский, Константин Константинович, нач. отдела, Ляликов, Иван Тимофеевич, Назаров, Николай Константинович, Федосеев Владимир Михайлович, н. с. НИИ; Николаев, Николай Николаевич, инженер-майор, — за создание нового образца вооружения
77. Подрезков, Виталий Борисович, преподаватель МАРХИ, — за изобретение протеза
78. Покровский, Андрей Глебович, руководитель работы, Скибарко, Алексей Петрович, инженер, Юффа, Лейб Давидович, директор завода, Иллювиев, Владислав Викторович, инженер, Русецкий, Михаил Леонтьевич, гл. технолог завода, Шумейко, Витольд Сабинович, гл. конструктор завода, Горшков, Александр Порфирьевич, инженер, — за разработку конструкций радиоаппаратуры
79. Рагинский, Борис Александрович, руководитель работы, Тимофеев, Николай Степанович, Асан-Нури Абдулла оглы, инженер МНП СССР, Крылов, Евгений Николаевич, инженер ВНИИГиМ, Озеров, Николай Васильевич, доцент МИИТ, — за разработку эстакадного метода для морских нефтепромыслов
80. Русинов, Михаил Михайлович, Захарьевский, Александр Николаевич, профессора, Егоров, Василий Андреевич, Чернорез, Михаил Андреевич, сотрудники, Шиканов, Сергей Александрович, директор ЛИТМО; Лампер, Ефим Григорьевич, инженер, — за создание новых образцов оптических приборов
81. Савельев, Борис Николаевич, руководитель работы, инженер НИИ, Романов, Василий Васильевич, Бобров, Алексей Иванович, н. с. НИИ, Климонтович, Владимир Александрович, инженер-капитан 1 ранга, Щёголев, Евгений Яковлевич, н. с. ФИАН имени В. А. Стеклова, — за разработку нового типа радиоаппаратуры
82. Серенсен, Сергей Владимирович, д. ч. АН УССР, Житомирский, Валентин Константинович, Кинасошвили, Роберт Семёнович, Натанзон, Владимир Яковлевич, н. с. ЦИАМ, — за исследования в области динамической прочности машин
83. Сиваченко, Михаил Степанович (посмертно), д. ч. ВАСХНИЛ, Павлов Василий Дмитриевич, Герасимов, Сергей Александрович, инженеры ВИМ, — за создание и внедрение в производство свёклокомбайна «СПГ-1»
84. Силич, Вячеслав Викторович, гл. конструктор, Ерохин, Георгий Георгиевич, Севостьянов, Филипп Сергеевич, инженеры завода «Ревтруд»; Алексеев, Александр Емельянович, профессор ЛИИЖТ, Рабинович, Анатолий Яковлевич, гл. инженер рельсосварочного треста МПС СССР, — за создание рельсосварочной машины
85. Соколов-Андронов, Борис Михайлович, гл. инженер, Сергеев, Фёдор Михайлович, Веткин, Николай Семёнович, инженеры треста «Оргрэс»; Гижиров, Ибрагим Кадырович, — за разработку и внедрение в промышленность методов сжигания углей с удалением шлака в жидком виде
86. Соловьёв, Иван Трофимович, ст. машинист паровозного депо Зилово ЗабЖД , — за коренные усовершенствования процесса работы паровозных бригад по эксплуатации и ремонту паровозов, обеспечившие значительное повышение производительности труда, экономию топлива и улучшение использования паровозов
87. Табачник, Бенцион Шлёмович, инженер МЭП СССР, Панкратьев, Александр Фёдорович, Перцов, Герш Ицкович, инженеры завода, — за создание электрооборудования для врубовых машин
88. Тананаев, Николай Александрович, профессор УПИ имени С. М. Кирова, — за разработку эффективного метода химического анализа сплавов
89. Танцюра, Алексей Андроникович, руководитель работы, Данилов, Михаил Петрович, Красников, Михаил Павлович, н. с. ВНИИЖТ; Пузанков, Дмитрий Константинович, зам. гл. инженера ГУ машиностроительных заводов, Рязанцев, Борис Сергеевич, гл. инженер, Семёнов, Николай Матвеевич, нач. ГУ сигнализации и связи МПС СССР; Булдык, Константин Артёмович, инженер Харьковского завода «Транссвязь», Курбатов, Евгений Дмитриевич, инженер МПС СССР, — за разработку нового автостопа
90. Толстой, Никита Алексеевич, Феофилов, Пётр Петрович, ст. н. с. ГОИ, — за создание прибора для изучения быстропротекающих физических процессов
91. Трубкин, Михаил Васильевич, мастер Куйбышевской ГРЭС, Вальчак, Станислав Войцехович, инженер завода «Энергодеталь», Кучкин, Сергей Дмитриевич, Мануйлов, Пётр Николаевич, инженер «Оргрэс», — за разработку конструкции и промышленное внедрение автоматического регулятора питания паровых котлов
92. Умиков, Захарий Нерсесович, руководитель работы, Власов, Анатолий Иванович, Борушко, Александр Михайлович, Вайнер, Сруль Пиневич, Смолин, Тимофей Григорьевич, инженеры, — за создание нового образца вооружения
93. Участкин, Пётр Васильевич, зав. лабораторией, Ланда, Александр Бениаминович, зам. директора ВНИИОТ, — за создание передвижной вентиляционной установки для улучшения условий труда
94. Файбисович, Исаак Львович, Каганович, Яков Маркович, н. с. ВУГИ; Горбачёв, Тимофей Фёдорович, гл. инженер комбината «Кузбассуголь», Рибас, Юрий Михайлович, н. с. Макеевского НИИУП, Симоненко, Владимир Иванович, гл. конструктор, — за разработку и внедрение в угольную промышленность нового типа ламп
95. Федоринов, Василий Михайлович, директор Брейтовского государственного племенного рассадника Ярославской области, Махонина, Галина Фёдоровна, ст. селекционер, Князев, Василий Фёдорович, зоотехник, Смирнова, Ефросинья Ивановна, зав. племенной свиноводческой фермой колхоза имени М. Горького Брейтовского района, — за выведение и размножение высокопродуктивной породы свиней «Брейтовская»
96. Филатов, Анатолий Георгиевич, ведущий конструктор, Корсов, Лев Алексеевич, Кириллин, Борис Иванович, инженеры завода «Красный Перекоп», Ростовцев, Иван Александрович, гл. конструктор завода имени С. Орджоникидзе, Каменецкий, Георгий Иосифович, инженер, — за создание токарного полуавтомата для обточки паровозных осей
97. Филиппов, Борис Сергеевич, руководитель работы, Золотарёв, Константин Васильевич, Токарев Николай Петрович, Яхнис, Ефим Израилевич, инженеры Кемеровского коксохимического комбината, Писаревский, Михаил Борисович, инженер Главкокса, — за разработку и внедрение новой технологии производства электродного кокса
98. Фридляндер, Иосиф Наумович, руководитель работы, нач. лаборатории, Кутайцева, Екатерина Ивановна, Павлов, Сергей Ефимович, инженеры ВИАМ; Воловик, Борис Ефимович, профессор МВТУ имени Н. Э. Баумана, Воронов, Савватий Михайлович, профессор МАТИ, Добаткин, Владимир Иванович, гл. металлург завода, — за разработку и промышленное внедрение нового высокопрочного сплава
99. Хохловкин, Давид Михайлович, управляющий, Криворог, Степан Арсентьевич, Лавров, Игорь Александрович, Рикман, Владимир Абрамович, инженеры конторы «Союзшахтоосушение», Балбачан, Яков Иванович, инженер МУП СССР, Троянский, Сергей Васильевич, профессор МГИ имени И. В. Сталина, — за разработку и внедрение нового метода глубокого осушения водообильных угольных месторождений
100. Хрищанович, Александр Степанович, буровой мастер треста «Апшероннефть», Орлов, Алексей Ильич, буровой мастер треста «Бузовнынефть», Балабанов, Павел Прокопьевич, буровой мастер треста «Туймазанефть», — за разработку и осуществление скоростных методов бурения нефтяных скважин
101. Хрущёв, Александр Андреевич, руководитель работы, Болотников, Игорь Михайлович, Матвеенко, Александр Сергеевич, Фурдуев, Вадим Владимирович, н. с. НИКФИ; Муромцев, Василий Васильевич, нач. лаборатории завода «Ленкинап», — за создание новой системы воспроизведения звука, обеспечившей высокое качество звучания при демонстрациях фильмов
102. Хрисанова, Валентина Викторовна, техник, бригадир комсомольско-молодёжной бригады цеха радиоламп МЭЛЗ, — за применение новых методов работы, обеспечивающих более высокую производительность труда, снижение себестоимости и высвобождение рабочей силы
103. Цикунов, Николай Константинович, гл. конструктор завода, Щербаков, Виктор Фёдорович, Тарасов, Василий Николаевич, Бельский, Ростислав Рафаилович, инженеры; Полаев, Феодосий Александрович, инженер-полковник, Мартыненко Михаил Петрович, инженер-капитан 2 ранга, — за разработку нового образца вооружения
104. Цеханович, Михаил Васильевич, руководитель работы, Адрианова, Людмила Николаевна, Миллер, Виктор Александрович, Сыркова, Варвара Даниловна, Нилендер, Роман Алексеевич, Цветков, Григорий Михайлович, инженеры, — за разработку конструкции и освоение производства в электронно-лучевых приборов
105. Чашкин, Моисей Иванович, ст. н. с. ВНИИАЛМ, — за разработку конструкции лесопосадочной машины
106. Чубакин, Владимир Степанович, руководитель работы, гл. конструктор, Малунов, Владимир Никандрович, Родионов, Пётр Васильевич, инженеры завода; Карпов, Алексей Яковлевич, инженер, Салазко, Георгий Николаевич, инженер-подполковник, — за создание нового образца боеприпасов
107. Чутких, Александр Степанович, пом. мастера Краснохолмского камвольного комбината, — за внедрение рациональных высокопроизводительных методов работы в текстильной промышленности, обеспечивающих выпуск продукции отличного качества и получивших широкое распространение в других отраслях народного хозяйства
108. Шапировский, Яков Борисович, руководитель работы, Гитис, Эммануил Исаакович, Корчмар, Александр Ильич, Кунявский, Гедалий Моисеевич, инженеры, — за создание новой радиоаппаратуры
109. Шаповалов, Иван Емельянович, руководитель работы, директор, Баранов, Константин Николаевич, Турьянский, Святополк Александрович, Карташов, Вадим Григорьевич, инженеры завода, — за разработку метода производства нового типа оптического стекла
110. Шурис, Наум Аронович, руководитель работы, Чевненко, Анатолий Иванович, Балыков, Владимир Михайлович, Альшиц, Яков Исаакович, инженеры Гипроуглемаша; Алёшин, Григорий Иванович, Рафалович, Александр Александрович, инженеры Копейского МСЗ имени С. М. Кирова; Братченко, Борис Фёдорович, гл. инженер треста «Шахантрацит», Леоненко, Иван Абрамович, гл. инженер комбината «Востсибуголь», Хоханбеев, Афанасий Маркович, гл. инженер Горловского МСЗ имени С. М. Кирова, Херсонский, Лев Вениаминович, зам. нач. «Главстроймеханизации», — за разработку и внедрение в угольную промышленность мощных врубовых машин
111. Энглин, Абрам Львович, руководитель лаборатории НИИ, Архипова, Клавдия Харлампьевна, Трихаров, Михаил Дмитриевич, Мильруд, Сергей Семёнович, инженеры, — за разработку и освоение производства смолы для изготовления лаков и эмалей

## Другие лауреаты
В 1949 году были приняты и опубликованы три открытых постановления Совмина СССР о присвоении Сталинской премии: за выдающиеся изобретения и коренные усовершенствования методов производственной работы, в области науки и в области литературы и искусства. Кроме того, в октябре 1949 года было принято секретное постановление СМ СССР № 5070-1944сс/оп «О награждении и премировании за выдающиеся научные открытия и технические достижения по использованию атомной энергии». По этому постановлению званий лауреатов Сталинской премии были удостоены 178 участников Атомного проекта СССР — учёных, инженеров, строителей и управленцев. Отдельным (и тоже не подлежащим опубликованию) постановлением ЦК ВКП(б) и СМ СССР звание лауреата Сталинской премии первой степени за заслуги в организации создания ядерного оружия было присвоено Л. П. Берии.